# Rejon korzecki
Rejon korzecki – była jednostka administracyjna wchodząca w skład obwodu rówieńskiego Ukrainy istniejąca w latach 1940–2020.
Rejon utworzony w 1940, miał powierzchnię 720 km². Siedzibą władz rejonu był Korzec.
Zlikwidowany w 2020 roku w ramach reformy decentralizacyjnej. Jego ziemie weszły w skład nowego rejonu rówieńskiego.
Na terenie rejonu znajdowały się: jedna miejska rada i 25 silskich rad, obejmujących w sumie 49 miejscowości.

## Miejscowości rejonu
- Annówka[3][4] (Ганнівка)
- Berezówka (Березівка)
- Bogdanówka (Богданівка)
- Bokszyn (Бокшин)
- Braniów (Бранів)
- Bryków (Бриків)
- Charołuh (Харалуг)
- Czernica (Черниця)
- Daniczów (Даничів)
- Dermanka (Дерманка)
- Dywin (Дивень)
- Frankopol (Франкопіль)
- Hołownica (Головниця)
- Hołyczówka (Голичівка)
- Horodyszcze (Городище)
- Hwozdów (Гвіздів)
- Janówka (Іванівка)
- Kałyniwka (Babin, Калинівка)[5]
- Klecka Mała (Мала Клецька)
- Kobyla (Весняне)
- Kołodzejówka (Колодіївка)
- Kołowerta (Коловерти)
- Kopytów (Копитів)
- Korzec (Корець)
- Korzyść (Користь)
- Kozak (Козак)
- Kryłów ( Крилів)
- Międzyrzecz (Великі Межирічі)
- Mrozówka (Морозівка)
- Niewirków (Невірків)
- Nowiny (Новини)
- Nowy Korzec (Новий Корець)
- Rzeczeczyzna (Річечина)
- Rzeczki (Річки)
- Samostrzały (Самостріли)
- Sapożyn (Сапожин)
- Sołpa Mała (Мала Совпа)
- Staryj Korec (Futory Starokoreckie, Старий Корець)
- Stołpin (Стовпин)
- Storożów (Сторожів)
- Switanok (Błudów, Світанок)
- Szczekiczyn (Щекичин)
- Topcza (Топча)
- Ujście (Устя)
- Wielka Klecka (Велика Клецька)
- Zabara (Забара)
- Zastawie (Застав'я)
- Żarnówka (Жорнівка)
- Żeleźnica (Залізниця)
- Żydkówka (Жадківка)